# Spese generali
Per spese generali si intendono tutte quelle spese che servono alla gestione di un'attività commerciale.
Queste spese sono quelle che detratte dal ricavo costituiscono il margine operativo lordo di guadagno dell'attività commerciale.
Per avere il margine netto occorre detrarre le imposte sui redditi da pagare allo stato.

## Le spese generali
Queste spese si possono riassumere qui di seguito:
- Affitto del locale in cui si esercita il commercio;
- Pagamento degli stipendi dei dipendenti;
- Spese per acquisto di beni e servizi necessari allo svolgimento dell'attività (energia elettrica, telefono, manutenzioni, pulizie, etc.);
- Assicurazioni contro il furto delle merci presenti in negozio;
- Imposte inerenti all'attività (rifiuti urbani, Irap, concessioni comunali etc.);
- Contributi assicurativi sulle retribuzioni dei dipendenti;
- Costo di acquisto delle merci commercializzati;
- Spese per la contabilità;
- Altre spese varie per l'espletamento dell'attività commerciale.